# Louvigné
Louvigné település Franciaországban, Mayenne megyében. Lakosainak száma 1182 fő (2022. január 1.). Louvigné Argentré, Bazougers, Bonchamp-lès-Laval, Parné-sur-Roc és Soulgé-sur-Ouette községekkel határos.

## Népesség
A település népességének változása:
| Lakosok száma | 316  | 528  | 664  | 799  | 1109 | 1108 | 1146 | 1150 | 1152 | 1182 |
|               | 1968 | 1982 | 1990 | 2006 | 2013 | 2015 | 2017 | 2019 | 2020 | 2022 |